# Neopelminae
Neopelminae es una subfamilia de aves paseriformes perteneciente a la familia Pipridae, cuyas especies se distribuyen por América del Sur, desde el este de Colombia, sur de Venezuela y las Guayanas, por la Amazonia, hasta las zonas tropicales del este de Perú y norte de Bolivia por el oeste y hasta el litoral sureste de Brasil.

## Taxonomía
Los estudios de filogenia molecular de Tello et al (2009) y McKay et al (2010), verificaron la existencia de dos clados bien diferenciados dentro de la familia Pipridae: el llamado subfamilia Neopelminae agrupando a los saltarines más asemejados a atrapamoscas de los géneros:
- Neopelma
- Tyranneutes

Y los restantes géneros llamados de «saltarines propiamente dichos» en un clado monofilético.
Los amplios estudios de filogenia molecular de los paseriformes subóscinos realizados por Ohlson et al (2013) confirmaron los estudios anteriores. El Comité de Clasificación de Sudamérica (SACC) adopta esta última división y secuencia linear de los géneros, a partir de la aprobación de la Propuesta N° 591. La clasificación Clemens Checklist v.2015, el Congreso Ornitológico Internacional (IOC), y el Comité Brasileño de Registros Ornitológicos (CBRO) adoptan integralmente esta secuencia y división (el CBRO adopta la división en tres subfamilias, siguiendo a Tello et al (2009)). 